# Emilio Almansi
Emilio Almansi (Florencia, 15 de abril de 1869 - ibídem, 10 de agosto de 1948) fue un físico y matemático italiano, conocido por sus investigaciones en problemas no lineales en el campo de la teoría de la elasticidad.

## Semblanza
Nacido en una familia adinerada, Almansi se graduó en Turín primero en ingeniería (en 1893) y después en matemáticas (en 1899), y a continuación pasó a ser asistente de Vito Volterra. Entre 1903 y 1910 trabajó como profesor de la Universidad de Pavía, y de 1912 a 1922 ejerció como profesor de mecánica analítica en la Universidad La Sapienza de Roma. 
En 1911 recibió la medalla de oro en matemáticas de la Sociedad Italiana de Ciencias. También resultó elegido miembro de la Academia Nacional de los Linces. Cabe mencionar uno de sus textos titulado Introducción a las ciencias de la construcción.
A lo largo de su carrera también se ocupó de temas relacionados con los campos de la electrostática y de la mecánica celeste. Falleció en Florencia en 1948, a los 79 años de edad.